# スプレッドウィングスグリル

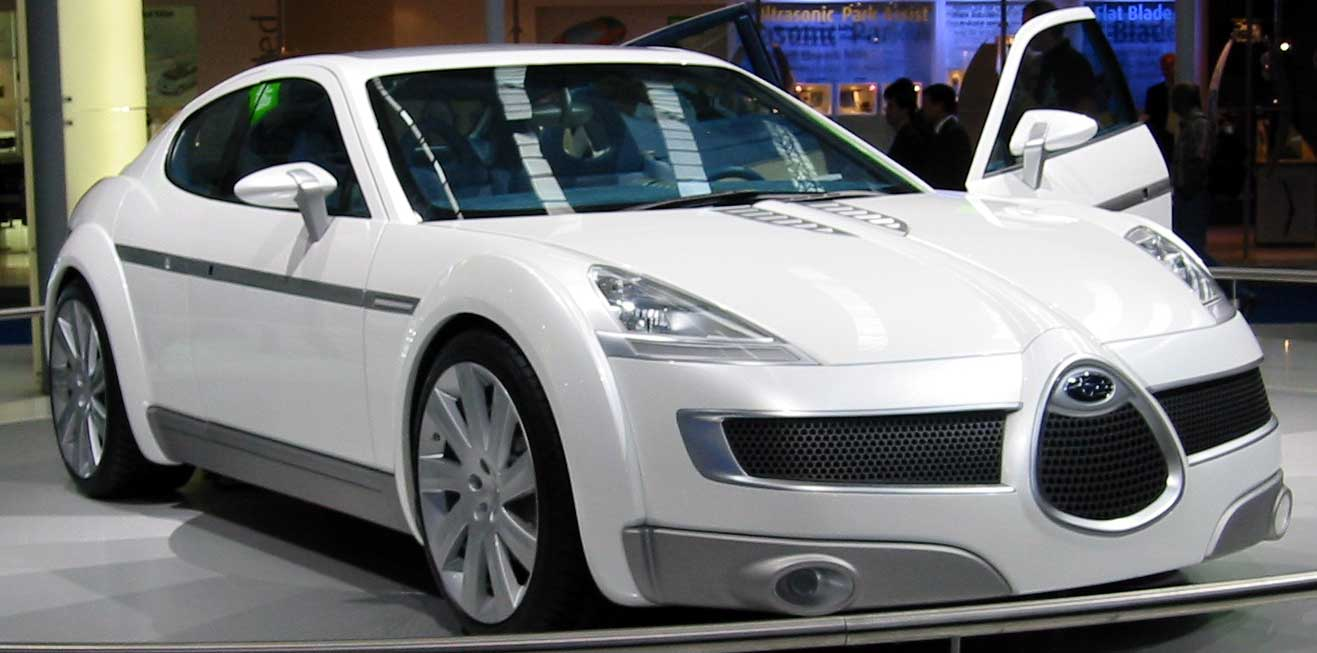
スバル・B11S。スバルデザインの方向性を示したコンセプトカー。3分割のフロントグリルが特徴（フランクフルトモーターショー2003出展）。

スプレッドウィングスグリル（Spread-wings grill）は、富士重工業（現・SUBARU）が採用していた自動車のフロントグリルデザイン。2003年から2010年まで採用していた。「スプレッドウィングス」 (英語：spread wings) は、直訳すると「広がった両翼」の意味。

## デザイン

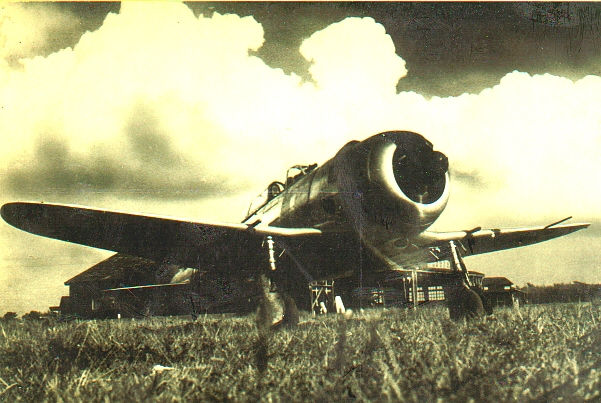
中島飛行機「鍾馗」

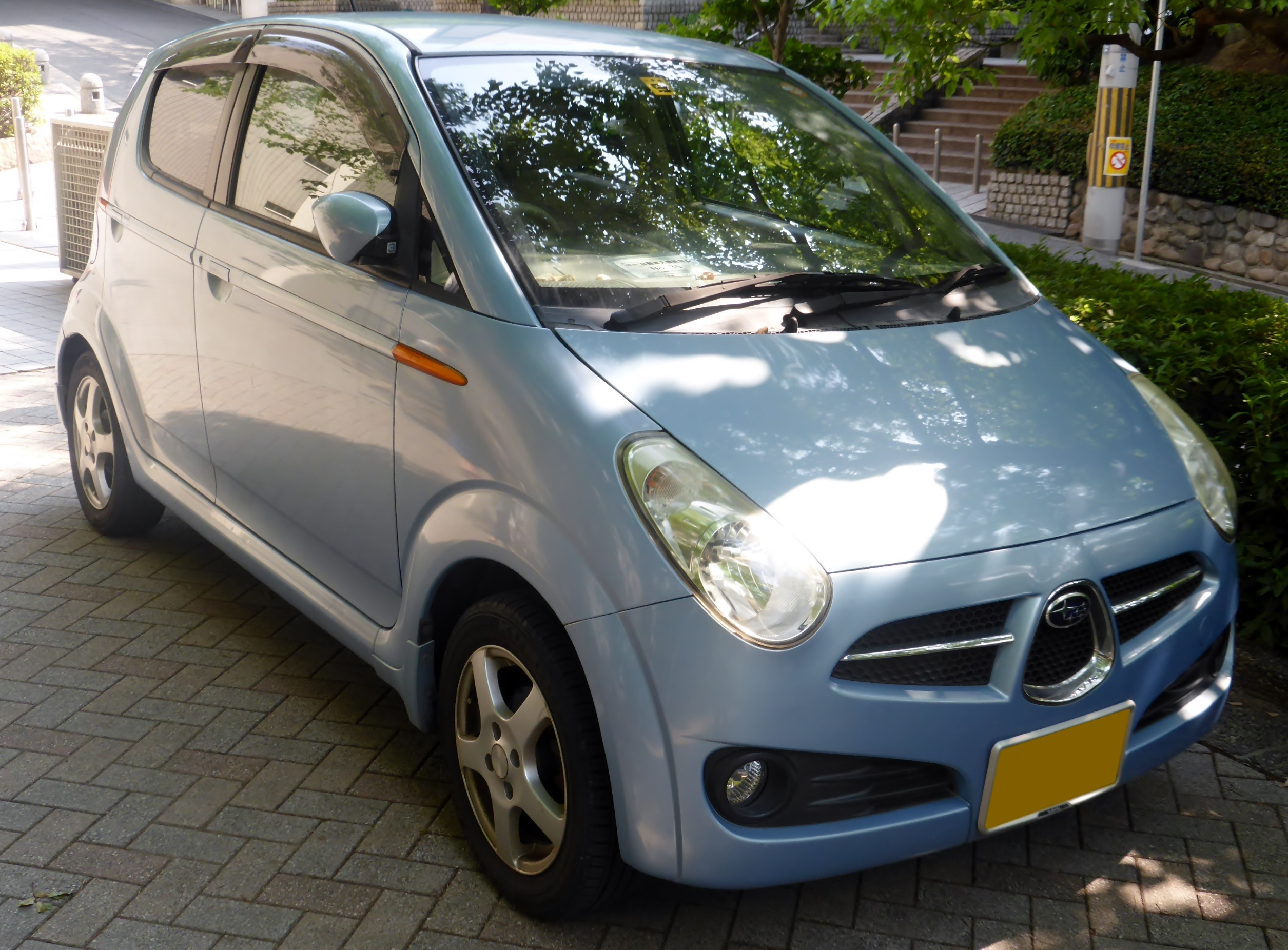
スプレッドウィングスグリルを採用したR2（前期型）

富士重工業は、かつての航空機メーカー・中島飛行機を発祥の起源とし、自動車のみならず航空機の生産を手がけていた。そのアイデンティティーを航空機の翼の形状として表現したものが「スプレッドウィングスグリル」である。
2003年、市販車として初めてスプレッドウィングスグリルを採用した軽自動車「スバルR2」が発売された。各社似たり寄ったりな軽トール/セミトールワゴンであふれていた軽自動車市場に一石を投じる個性的なデザインであった。既存車種のプレオが市場の中で埋没してしまったという反省からデザインに力を入れた意欲作で、その思い切った決断が市場に受け入れられるかどうか注目された。担当者からは、好き嫌いが分かれる顔つきであることを認めながらも、出始めの頃は人々から酷評されたというヨーロッパ車を引き合いに出し、今後スプレッドウィングスグリルを大切に育てていくという方針が示された。R2は第14回（2005年次）RJCカー・オブ・ザ・イヤー特別賞・ベスト軽乗用車に選ばれた。
当時の富士重工業は竹中恭二社長のもと、2002年にスバル商品企画本部副本部長兼デザイン部長として初代レガシィのデザインを手がけた杉本清、アドバンスト・デザイン担当のチーフデザイナーとして元・アルファロメオのアンドレアス・ザパティナスがそれぞれ起用され、この体制でスバルデザインの革新に向けた改革が進められていた。外国人デザイナーの招聘によってデザイン力を高め、それをスバルブランドの向上につなげる狙いである。ただし、スプレッドウィングスグリル自体はアンドレアス・ザパティナスの着任時には既に考案されていたデザインであり、彼の関与はデザインバランスの調整に留まる。したがって、彼の名をとった「ザパティナスグリル」という呼称はふさわしくないとされる。
R2に続くスプレッドウィングスグリル採用の市販車種としては、2004年に軽自動車「スバルR1」が発表された。優れたデザインコンセプトと斬新な造形表現が評価され、グッドデザイン賞を受賞した。スズキのデザイン部長を務めた吉村等や、日産自動車のチーフデザイナーであった前澤義雄も高く評価していた。2005年には「B9トライベッカ」（後のトライベッカ）が北アメリカ市場向けに投入された。同年、インプレッサ（2代目）がマイナーチェンジし、スプレッドウィングスグリルを採用した。富士重工業としては、車種ごとにデザインしていたフロントグリルを統一することによって、一目見てスバル車であるということを認識させたいという狙いがあった。大きな開口部は冷却効率の向上にもつながっており、個性と機能性とが両立できたとし、賛否両論はあれども、そのうち受け入れられるだろうと考えていた。

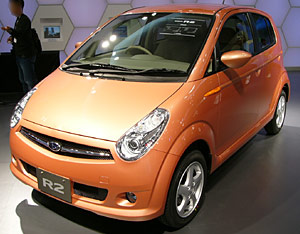
スプレッドウィングスグリルから脱却したR2（後期型）

ところが、それと同じ年にR2はマイナーチェンジに伴いフェイスリフト（外観の変更）を実施。スプレッドウィングスグリルを取り払ったR2の顔つきは、シンプルで落ち着いたものとなった。富士重工業は同車の発表に際し、スプレッドウィングスグリルを支持する意見はあるとしながらも、ターゲットとして見据えていた女性客に対しては、いささか個性的過ぎるデザインであったことを認めた。
この変化に対し、自動車雑誌の記者・岡島裕二は「ユニークなデザインではあったが、万人に受け入れられる顔つきとは言えなかっただろう。特に女性にとってはアクが強すぎたかもしれない。[中略] インパクトは薄れたが、やはり落ち着きのある新しくなったデザインのほうが、多くの人には受け入れられるだろう」と評した。
自動車ジャーナリストの岩貞るみこもR2のスプレッドウィングスグリルに対しては同車の持つ「可愛さ」を台無しにしているとして批判的であったが、マイナーチェンジに伴うフェイスリフトを評価、新しい顔つきとなったことを歓迎した。
自動車雑誌『NAVI』の鈴木真人は、R2の販売が好調とは言えない状況に陥った理由として、「一般的な軽自動車の使われ方からすると、デザインは購入のモチベーションにはなりにくい」と推察した。鈴木は安易なフェイスリフトは得策でないとしながらも、「販売の現場からすれば期待された変更なのだろう」と受け止めた。
元レーサーで自動車評論家の桃田健史によれば、スプレッドウィングスグリルを採用していたトライベッカ前期型の顔つきについて、ユニークで可愛らしいといった好意的な意見があった一方、ブタの鼻のようだといった批判的な意見も多く聞かれたという。
富士重工業およびSUBARUのデザイナー・石井守は、当時について次のように振り返る。「SUBARUの起源は中島飛行機だということから、航空機の胴体の両側に翼が広がったような主題（モチーフ）のフロントフェイスのデザインでした。しかしながら、その時代には必ずしもお客さまが、SUBARUと中島飛行機との関係を認識していらっしゃるとは限らなくなっていて、その手法はうまくいきませんでした。表面的なクルマの顔付きだけ航空機と結び付けても、中身が無かったのだと思います。ここでいう中身とは、水平対向エンジンやAWDといった実質的な価値も含めた、お客さまが実際に感じているSUBARUらしさです」。
スバルデザインに変革をもたらしたアンドレアス・ザパティナスは、2006年7月に会社を去った。同年、新型軽自動車としてデビューしたステラは、翼をモチーフとしながらも、スプレッドウィングスグリルとは明らかに異なるデザインのフロントグリルを採用。車種ごとに最適な表現手法を採用する方向へと転換した。2007年にはインプレッサが3代目へとフルモデルチェンジし、トライベッカもまたフェイスリフトが施された。R1・R2は2010年（平成22年）3月14日の受注分を最後に生産が終了した。

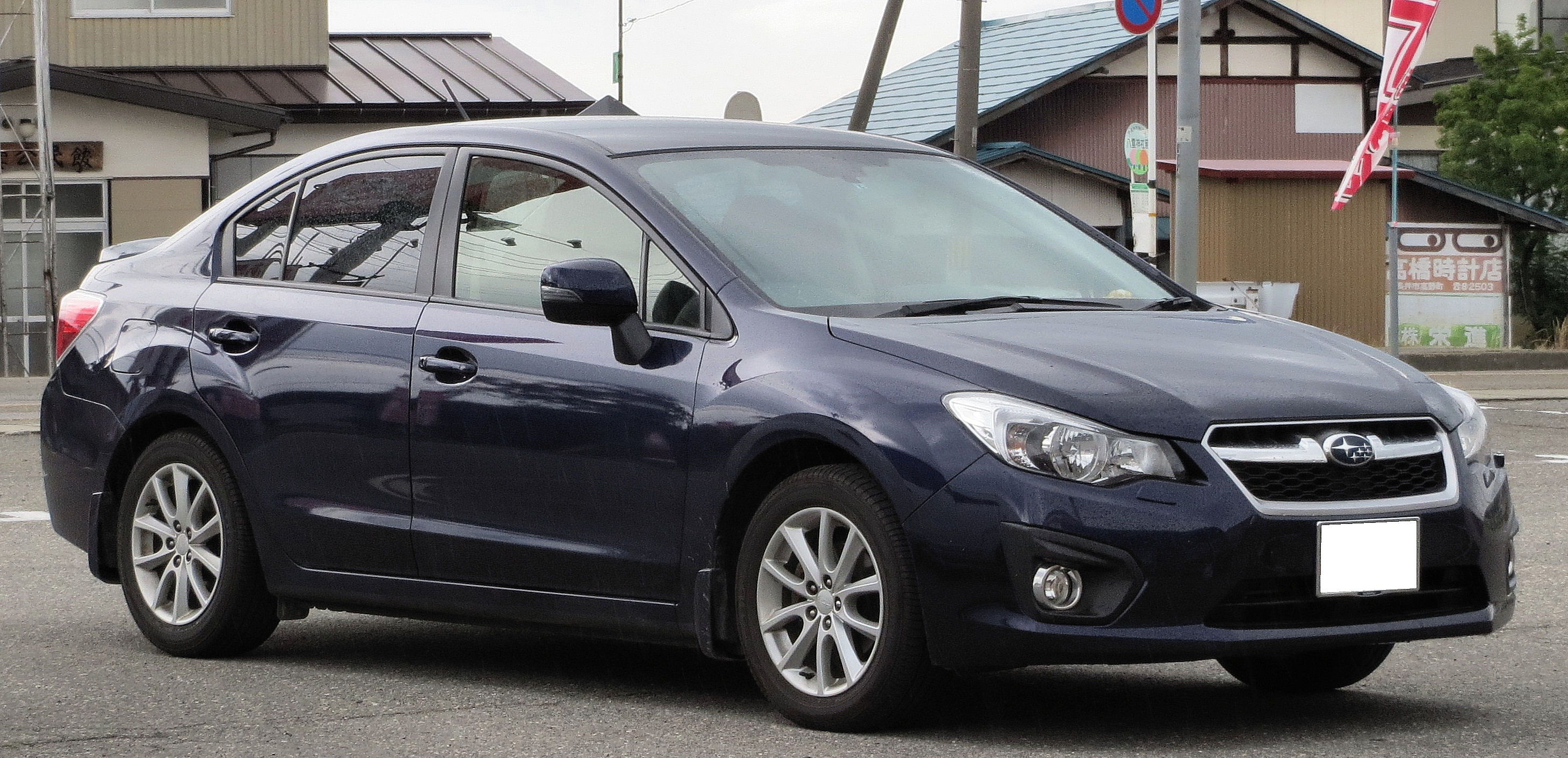
スプレッドウィングをヘキサゴングリル内に収めたインプレッサ（4代目G4）

2011年に発売開始した4代目インプレッサでは、六角形のヘキサゴングリルの中央にスプレッドウィングが配置されている。スバルデザインの立て直しにあたったスズキ出身の日本人デザイナー・難波治は、過去の成功例として評価が高かった4代目レガシィのデザインを発展させる手法を採った。全く新しいデザインを打ち出したとしても、それが直ちに顧客やスバル関係者から受け入れられるとは限らず、結局デザイン変更の繰り返しという悪循環に陥ってしまうと考えたからである。グリル形状は4代目レガシィにならい、スバルのエンブレム「六連星」にも通じる六角形とし、それを人々の目に付きやすいように配置した。2013年発表のレヴォーグでは、航空機をモチーフとしたデザインは取り入れられなかったが、代わりに六角形のヘキサゴングリルが、スバル車のアイデンティティーを現すものとして採用、定着していった。

## 採用車種

### 市販車

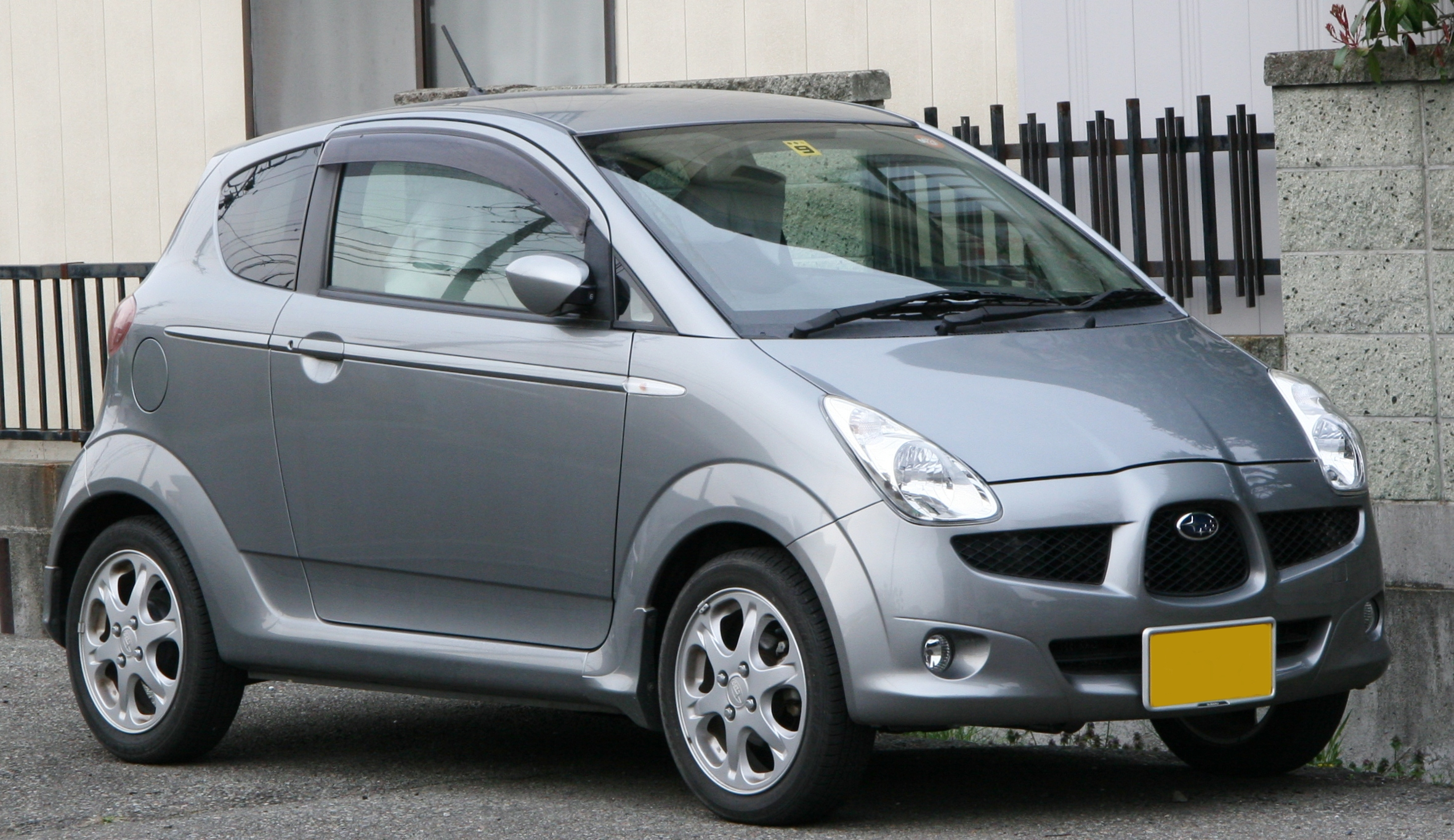
スバルR1
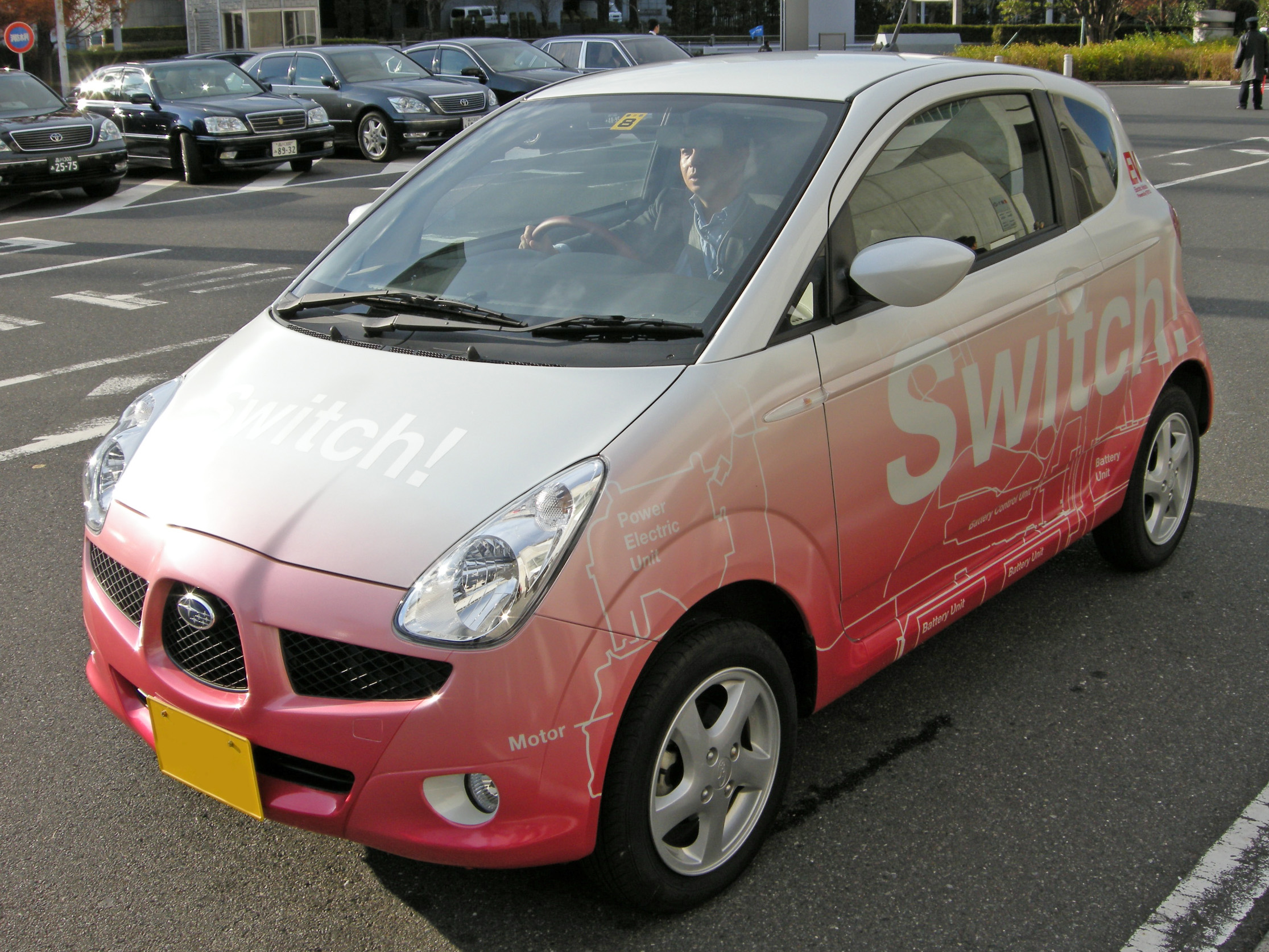
スバルR1e
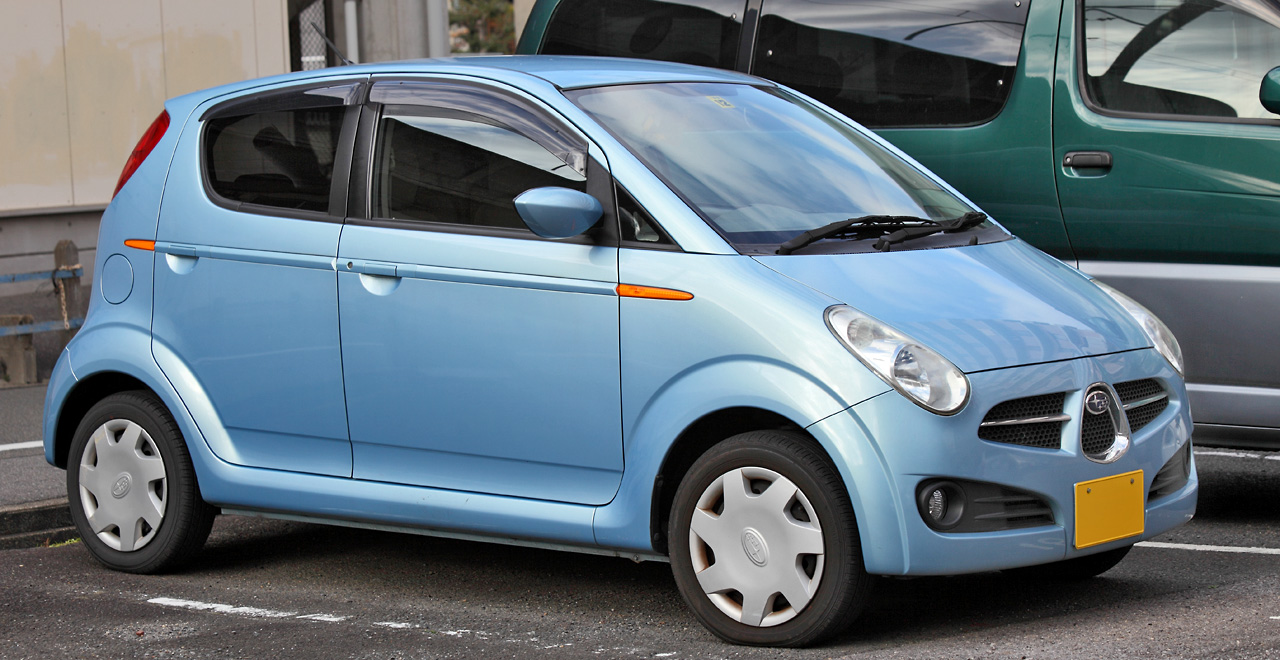
スバルR2 （初期型）
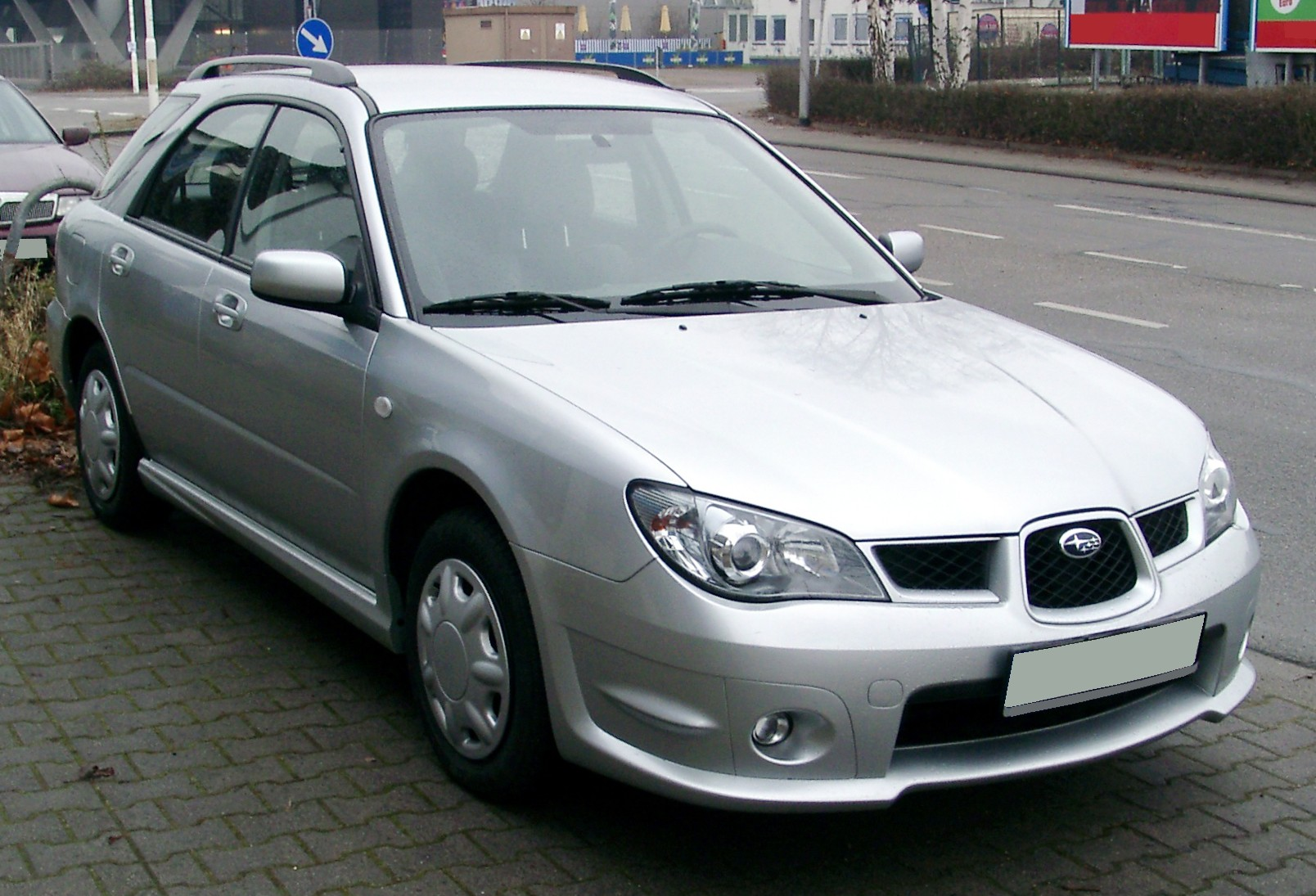
インプレッサ （2代目2005年6月改良型）
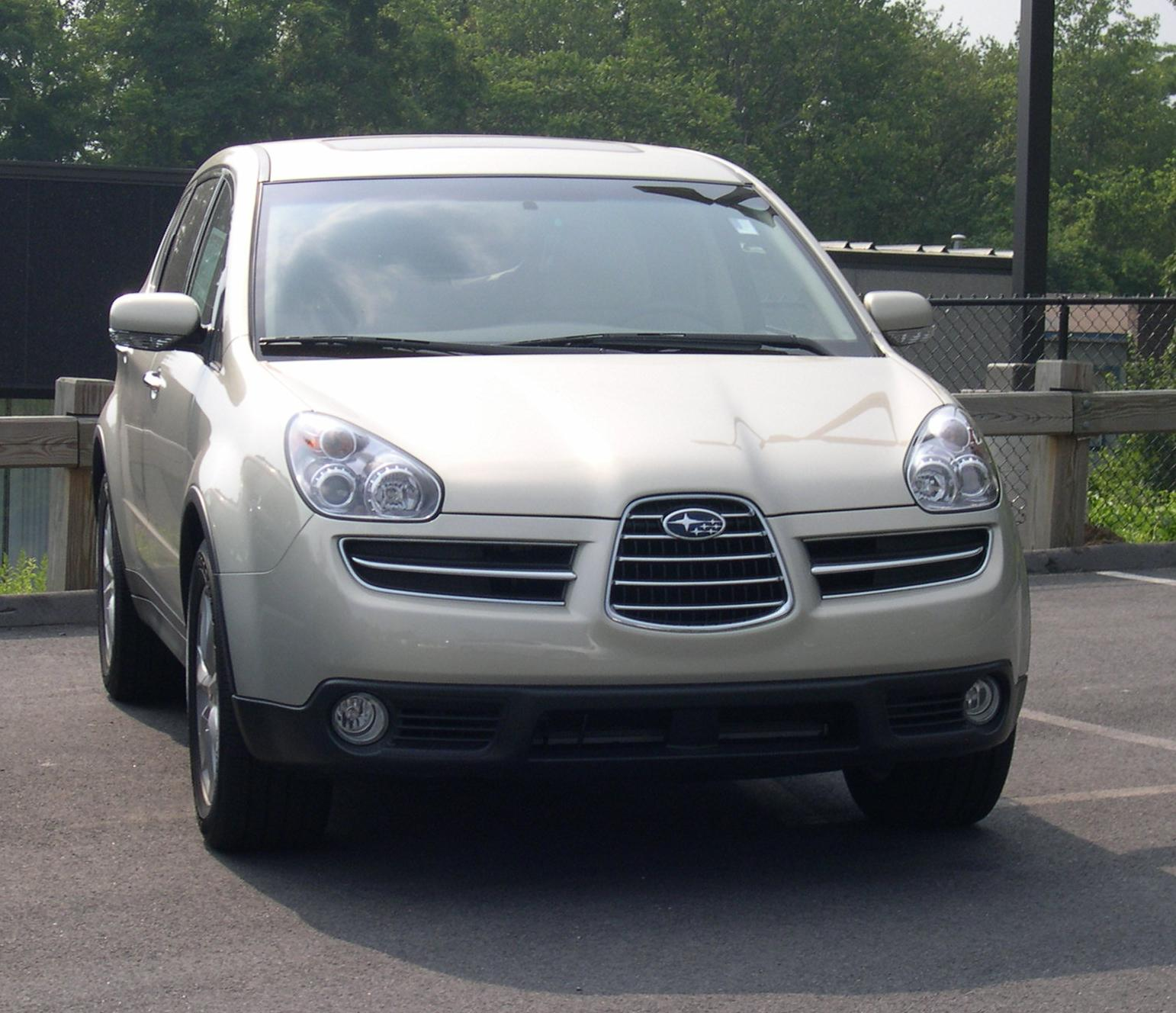
トライベッカ （前期型）

### コンセプトカー

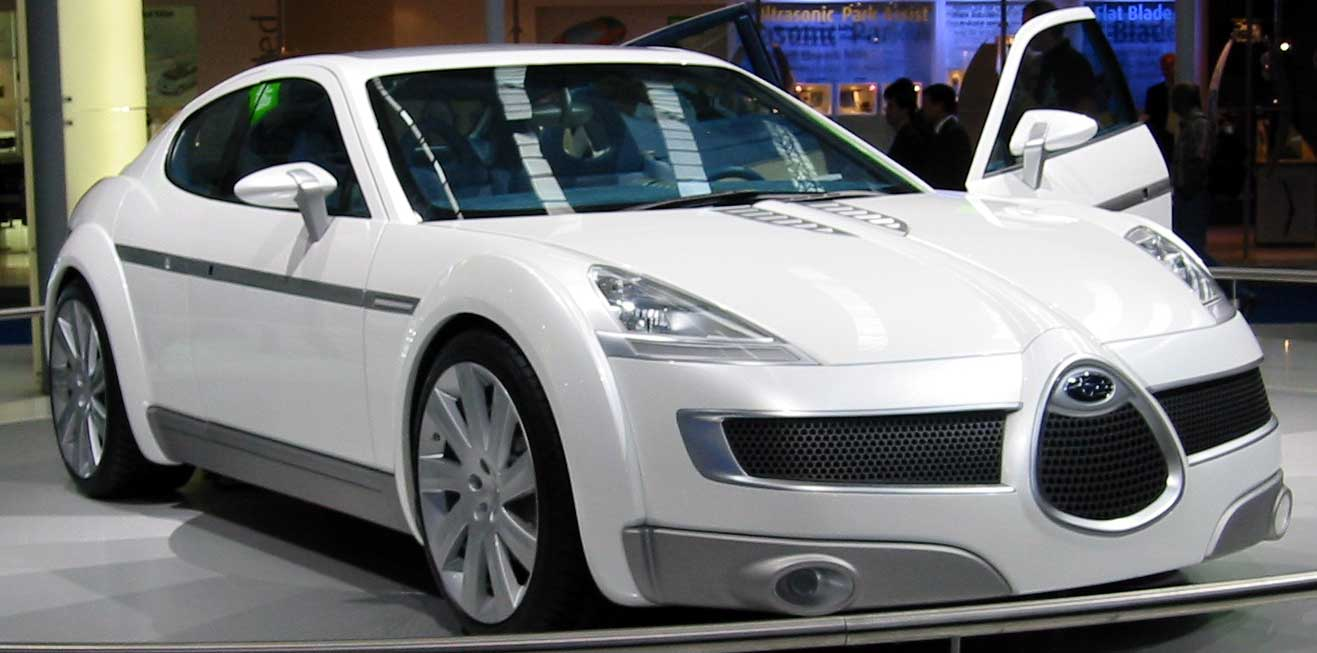
B11S
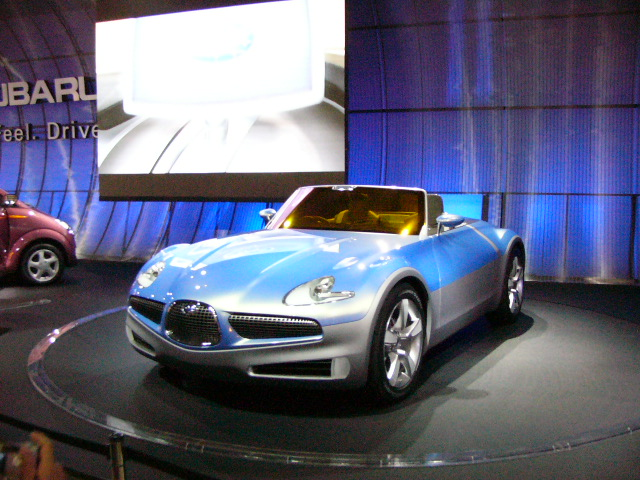
B9スクランブラー

## 推薦文献
- 御堀直嗣『スバル デザイン スバルデザイナーが貫く哲学――継承とさらなる進化』三樹書房、2018年。ISBN 9784895226882。